# Boris Jelcin
Boris Nikolajevič Jelcin (rusko Бори́с Никола́евич Е́льцин), ruski politik, * 1. februar 1931, vas Butka, Sverdlovska oblast, Sovjetska zveza (danes Rusija), † 23. april 2007, Moskva, Rusija.
Bil je prvi predsednik Ruske federacije, od leta 1991 do 1999. Od leta 1961 do 1990 je bil tudi član Komunistične partije Sovjetske zveze. Kasneje je bil politično neodvisen, v tem času pa je veljal za ideološko usklajenega z liberalizmom in ruskim nacionalizmom.
Jelcin se je rodil v Butki v Uralskem federalnem okrožju v revni družini. Odraščal je v Kazanu, Tatar ASSR. Po študiju na Uralski državni tehnični univerzi je delal v gradbeništvu. Po vstopu v komunistično partijo se je povzpel po njenih poteh in leta 1976 postal prvi sekretar partijskega območnega komiteja Sverdlovsk. Jelcin je bil sprva zagovornik reform perestrojke sovjetskega voditelja Mihaila Gorbačova. Kasneje je kritiziral reforme in pozval k prehodu na večstrankarsko predstavniško demokracijo. Leta 1987 je bil prvi, ki je odstopil iz vodstvenega politbiroja stranke, kar je potrdilo njegovo priljubljenost kot osebnost proti establišmentu. Leta 1990 je bil izvoljen za predsednika ruskega vrhovnega sovjeta, leta 1991 pa za predsednika Ruske Sovjetske Federativne Socialistične republike (RSFSR). Jelcin se je povezal z različnimi neruskimi nacionalističnimi voditelji in je decembra istega leta prispeval k formalnemu razpadu Sovjetske zveze. Z razpadom Sovjetske zveze je nastala Ruska federacija. Po tem prehodu je Jelcin ostal na funkciji predsednika. Kasneje je bil ponovno izvoljen na volitvah leta 1996, za katere so kritiki trdili, da so vsesplošno pokvarjene. 
Jelcin je preoblikoval rusko poveljniško gospodarstvo v kapitalistično tržno gospodarstvo z uvedbo ekonomije, tržnega menjalnega tečaja, privatizacije po vsej državi in odprave nadzora nad cenami. Sledila je gospodarska volatilnost in inflacija. Med gospodarskim premikom je majhno število oligarhov pridobilo večino nacionalne lastnine in bogastva, medtem ko so mednarodni monopoli prevladovali na trgu. Leta 1993 se je pojavila ustavna kriza, potem ko je Jelcin ukazal protiustavno razpustitev ruskega parlamenta, zaradi česar ga je parlament odstavil. Kriza se je končala, ko so čete, pod vodstvom Jelcina, vdrle v stavbo parlamenta in ustavile oboroženo vstajo; nato je Jelcin uvedel novo ustavo, ki je bistveno razširila pristojnosti predsednika. Napete razmere na ruskem Kavkazu so privedla do prve čečenske vojne, vojne v Dagestanu in druge čečenske vojne med letoma 1994 in 1999. Na mednarodni ravni je Jelcin spodbujal obnovljeno sodelovanje z Evropo in podpisal sporazume o nadzoru orožja z Združenimi državami Amerike. Ob naraščajočem notranjem pritisku je do konca leta 1999 odstopil, nasledil pa ga je njegov izbrani naslednik Vladimir Putin, ki je bil pred tem premier. Po odhodu s funkcije se je umaknil iz javnega življenja, ob njegovi smrti leta 2007 pa so mu podelili državni pogreb. 
Jelcin je bil kontroverzna osebnost. V Rusiji je bil zelo priljubljen v poznih 80. in zgodnjih 90. letih 20. stoletja, čeprav je njegovemu ugledu škodila gospodarska in politična kriza njegovega predsedovanja in je zapustil funkcijo, ko je bil med ruskim prebivalstvom zelo nepriljubljen. Dobil je pohvale in kritike za svojo vlogo pri razpadu Sovjetske zveze, preoblikovanju Rusije v predstavniško demokracijo in uvedbi novih političnih, gospodarskih in kulturnih svoboščin v državi. Nasprotno pa so ga obtožili gospodarskega slabega upravljanja, nadzorovanja velike rasti neenakosti in korupcije ter včasih spodkopavanja položaja Rusije kot velike svetovne sile.

## Zgodnje življenje in zgodnja politična kariera
Boris Jelcin se je rodil 1. februarja 1931 v vasi Butka v Sverdlovski oblasti, v takratni Sovjetski zvezi, staršem Nikolaju Ignatijeviču Jelcinu in Klavdiji Vasiljevni Starygini, ki sta se poročila leta 1928. V domačem kraju je študiral, da bi nato vstopil na Politehnika Sverdlovsk (nekateri viri poročajo, da prvi poskus ni bil dovoljen). Leta 1955 je pridobil diplomo gradbenega inženirja in je kot tak deloval 13 let. Leta 1961 se je pridružil Komunistični partiji Sovjetske zveze, katere uradnik je postal leta 1968 in direktor gradbenega oddelka Obkom Kpss Oblast 'v Sverdlovsku.
Leta 1975 je postal sekretar, na tem položaju pa je ostal eno leto in po priporočilu Politbiroja Centralnega komiteja KPSS nadaljeval kot prvi sekretar (tudi v Sverdlovsku, današnji Jekaterinburg) do leta 1985. V tem času mu je uspelo prepričati Politbiro naj začne graditi podzemno železnico, kar pa je povzročilo porušitev Ipatjeve hiše, ki je imela velik zgodovinski pomen, saj je bila to stavba, v kateri so boljševiki ubili zadnjega carja Nikolaja II. in njegovo družino.
Z nadaljevanjem partijske kariere je bil 24. decembra 1985 imenovan za sekretarja moskovske sekcije. Od tod je nadaljeval s kritikami počasnosti reform, ki jih je izvajal Mihail Gorbačov, dve leti pozneje pa je na plenarnem zasedanju Centralnega komiteja KPSS prišel v konflikt s politbirojem z govorom, ki je neposredno kritiziral člane KPSS Politbiroja, zlasti Ligačëva in Gorbačova, nato pa je bil novembra 1987 razrešen. Od 1987 do 1989 je bil minister vlade ZSSR.

## Vstop v parlament in poskus državnega udara
Marca 1989 je bil Jelcin izvoljen za poslanca Kongresa ljudskih poslancev Sovjetske zveze, maja 1990 pa je bil imenovan za predsednika predsedstva vrhovnega sovjeta Ruske Sovjetske Federativne Socialistične republike.
Junija 1990 je Jelcin razglasil suverenost Rusije, nato pa je izstopil iz Komunistične partije Sovjetske zveze in 12. junija 1991 je bil Jelcin na prvih demokratičnih volitvah s 57 % glasov izvoljen za predsednika Ruske federacije. Z izvolitvijo za predsednika Rusije je postal Gorbačovov tekmec in odločen, da bo reformnemu procesu dal radikalnejši tempo. Avgusta 1991 so se konservativni komunisti v stanju zmede in katastrofalnih gospodarskih razmer podali na skrajni poskus državnega udara, ki je propadel zaradi odpora Moskvi, ki ga je odločno vodil Jelcin, in zaradi zavrnitve Gorbačova - je bil zapornik na svoji dači - da bi izpolnil zahteve voditeljev državnega udara.
Dogodek - ki je utrdil podobo Jelcinu na škodo Gorbačova, marginaliziranega in obtoženega, da ima reakcionarje državnega udara v njegovem spremstvu - se je zapisal v zgodovino z dvema fotografskima podobama: Jelcin je stal na tanku, proti kateremu je množica mahala, dva dni pozneje pa je Jelcin s kazalcem kazal na Gorbačova na zasedanju kongresa, na katerem je narekoval svoje pogoje kot politično zmagoslavje krize. Komunistična partija je bila prepovedana, njeno premoženje pa zaplenjeno. Gorbačev načrt za reševanje ZSSR je šel v stečaj in je zato 25. decembra 1991 odstopil in razglasil razpad Sovjetske zveze.

## Predsednik Ruske federacije
Po razpadu Sovjetske zveze je Boris Jelcin decembra 1991 postal prvi predsednik novoustanovljene Ruske federacije. Jeseni 1993 je spopad med institucijami, ki so določile središča moči postsovjetske dobe in naravo gospodarskih reform, dosegel vrhunec v krvavi politični krizi. Parlament je močno nasprotoval Jelcinu, ki je bil na čelu političnega gibanja, ki je zagovarjal potrebo po množičnih privatizacijah. Predsednik, ki mu je nasprotovala opozicija zaradi predsedniških pooblastil odloka o reformi in mu grozil z obtožnico, je 21. septembra razpustil parlament v nasprotju z rusko ustavo in odredil nove volitve in referendum za novo ustavo. 22. septembra je parlament nato Jelcina začasno odstavil s položaja predsednika Rusije in za začasnega predsednika imenoval Aleksandra Ruckoja.
Napetost je hitro narasla in kriza se je končala po nemirih 2. in 3. oktobra, med številnimi ljudskimi demonstracijami proti privatizaciji in liberalizaciji. 4. oktobra je Jelcin ukazal ruskim vojaškim enotam, da bombardirajo in napadejo stavbo parlamenta, imenovano "Bela hiša". Ob koncu težke Ruckojske bitke so se Ruslan Chasbulatov in drugi zabarikadirani poslanci predali, zaradi česar so bili takoj aretirani in zaprti.
Uradno število smrtnih žrtev je 187 mrtvih in 437 ranjenih; Jelcinu pa zaradi tega nikoli niso sodili. S tem se je prehodno obdobje končalo: decembra 1993 je bila na referendumu sprejeta nova ustava, ki je Rusiji dala močno predsedniški politični sistem, privatizacije pa so se nadaljevale. Vodje poslancev so bili 26. februarja naslednje leto izpuščeni brez sojenja, vendar niso več prevzeli nobene odprte opozicijske vloge. Čeprav bi se spopadi z izvršno oblastjo lahko nadaljevali, se je novi ruski parlament od takrat znašel z izjemno omejenimi pristojnostmi.
Leta 1996 je bil Boris Jelcin ponovno potrjen za predsednika Ruske federacije, v državi, kjer se je gospodarstvo trudilo okrevati, revščina je bila vse bolj razširjena, izbruhi vojne in vse več organiziranega kriminala. Ocenjuje se, da je njegova volilna kampanja tisto leto stala 600 milijonov dolarjev zaradi vse večje širjenja medijev v Ruski federaciji, ki je povzročila strmo zvišanje stroškov volilnih kampanj.
Zaradi slabega zdravja, ki so ga zaznamovale velika zloraba alkohola in kajenja, z nacionalnim gospodarstvom blizu propada in z naraščajočo korupcijo v javnosti, je Boris Jelcin 31. decembra 1999 zvečer odstopil z mesta ruskega predsednika in za svojega naslednika imenoval Vladimirja Putina.

## Poznejše življenje
Po odstopu se je Jelcin redko pojavljal v javnosti, politično pa je ostal zagovornik svojega naslednika Vladimirja Putina. Septembra 2002 je ponovno potrdil svojo nedolžnost v primerih korupcije, ki so mu jo pripisali, in dejal, da je ponosen na odločitve, sprejete v preteklosti, izjavil, da ne želi več sodelovati v aktivni politiki, in zavrnil kandidaturo za ruski parlament, ki mu jo je ponudil Združena Rusija, Putinova stranka. Februarja 2003 so se pojavili drugi škandali, v katere so bili vpleteni nekdanji predsednik in nekateri ministri (brez vira). Januarja 2004 je med sodelovanjem na okoljskem forumu dejal, da je zelo zaskrbljen zaradi trenutnih razmer na planetu in se je odločil, da se pridruži Greenpeaceu. Decembra 2006 je objavil nostalgičen intervju, v katerem je izjavil, da je razočaran nad Rusijo in dejal, da so ljudje pozabili na težko obdobje v zadnjih letih Sovjetske zveze.

### Smrt
Njegovo zdravje se je po njegovem odstopu že zelo poslabšalo, zaradi alkoholizma in kajenja, bolezni srca (leta 1996 je utrpel petkratni obvod), hipertenzije in resnih težav s krvožilnim sistemom, zaradi česar je 16. aprila 2007 doživel srčni infarkt, zaradi česar so ga sprejeli v moskovsko bolnišnico. Novica ni bila javno objavljena. 20. aprila so ga odpustili z oddelka intenzivne nege, kljub temu, da je moral na ponovno operacijo srca, ki je bila predvidena za naslednji mesec. Vendar je 23. aprila 2007 ob 15:53 doživel še en, hujši srčni infarkt, zaradi česar je Boris Jelcin tega dne umrl, v starosti 76 let. Obdukcija na zahtevo svojcev ni bila opravljena. Pokopali so ga na moskovskem pokopališču Novodeviči.